# Stříbrné Hory (powiat Havlíčkův Brod)
Stříbrné Hory – miejscowość i gmina (obec) w Czechach, w kraju Wysoczyna, w powiecie Havlíčkův Brod. W 2022 roku liczyła 244 mieszkańców.